# Asura grisescens
Asura grisescens là một loài bướm đêm thuộc phân họ Arctiinae, họ Erebidae.